# Halictus harmonius
Halictus harmonius är en biart som beskrevs av Grace Sandhouse 1941.
Halictus harmonius ingår i släktet bandbin och familjen vägbin. Inga underarter finns listade.

## Beskrivning
Kroppen är grön och metallglänsande med band av ljusa hår på bakkanterna av bakkroppssegmenten, tergiterna. Arten är mycket liten, högst 4,5 mm lång.

## Ekologi
På grund av biets sällsynthet är inte mycket känt om arten. Data tyder emellertid på att den är primitivt eusocial; vissa honor fungerar som drottningar, medan en del av hennes honliga avkomma inte fortplantar sig utan fungerar som arbetare. Likt alla bandbin grävs boet ut i marken. Arten har påträffats både i bebyggda områden och i bergsterräng. Arten flyger från maj till september, och har påträffats på bland annat sömntuta (Eschscholzia californica) och Eriogonum fasciculatum (en ullslidenart från familjen slideväxter).

## Utbredning
Arten finns endast i ett litet område i södra Kalifornien i USA, där den är klassificerad som Critically Imperiled av Xerces Society.